# Дамен
Дамен (нім. Dahmen) — громада в Німеччині, розташована в землі Мекленбург-Передня Померанія. Входить до складу району Росток. Складова частина об'єднання громад Мекленбургіше-Швайц.
Площа — 36,36 км2. Населення становить 466 ос. (станом на 31 грудня 2020).

## Галерея

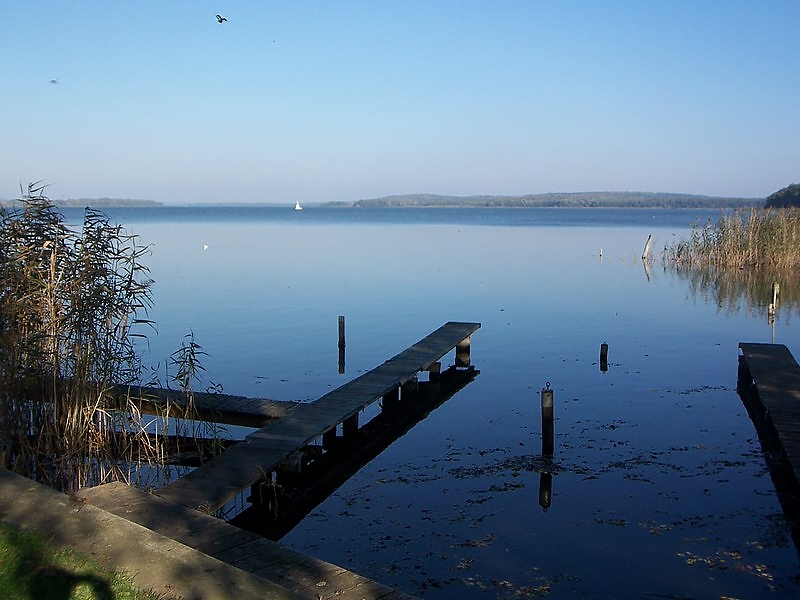
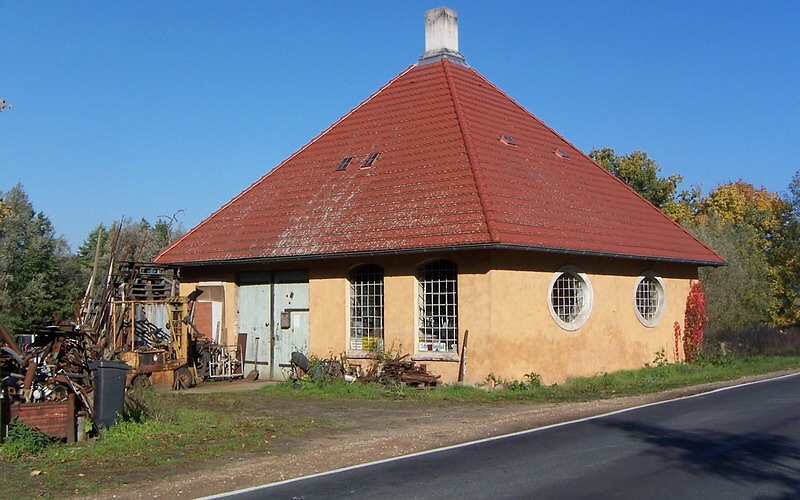
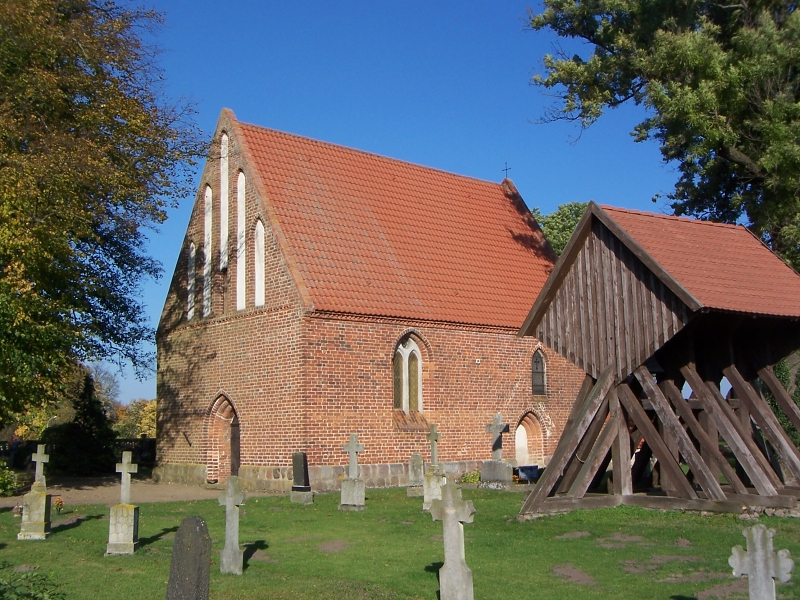
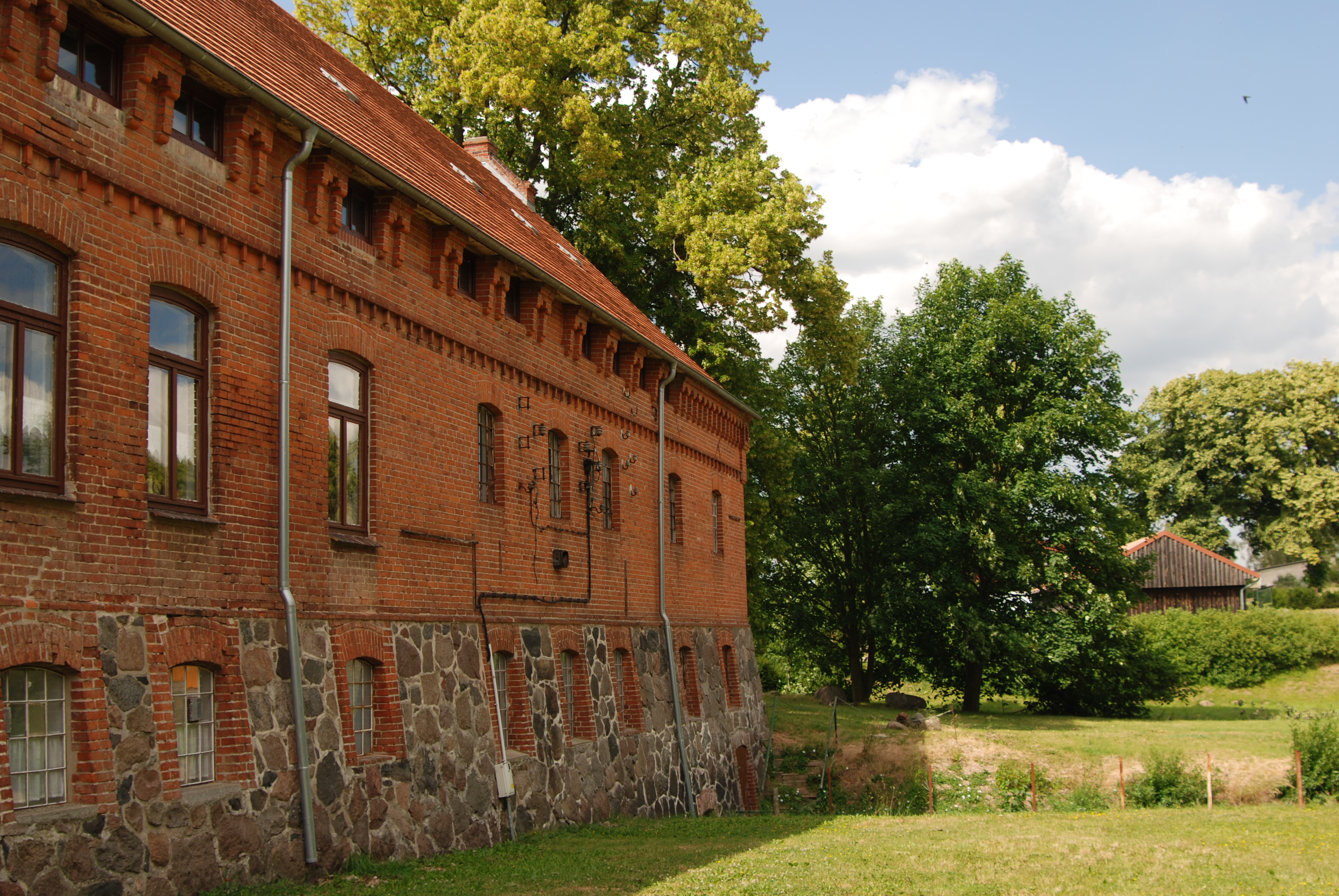